# Hypoalbuminémie

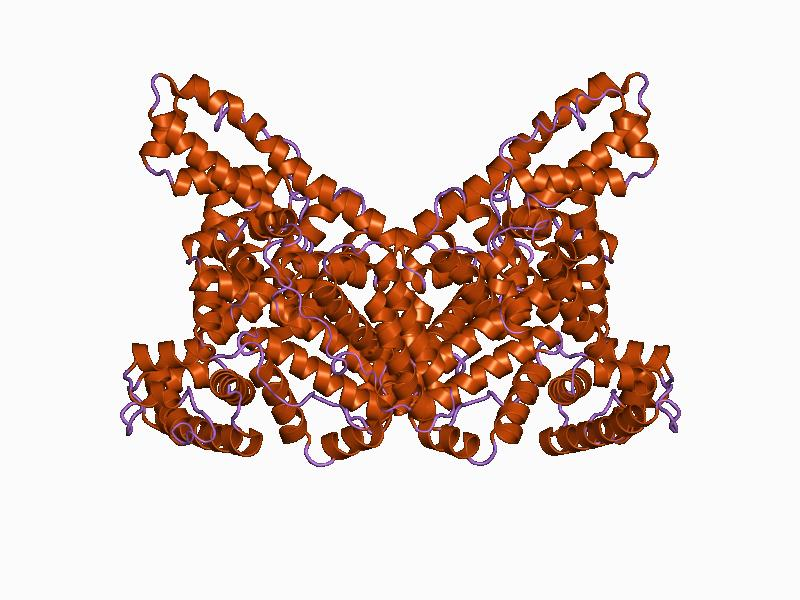
Représentation de la structure moléculaire

L'hypoalbuminémie est un signe médical dans lequel le taux d'albumine dans le sang est anormalement bas. C'est un type d'hypoprotéinémie.
L'albumine est une protéine majeure du corps humain. Elle représente environ 55 à 60% de la masse totale des protéines plasmatiques humaines. De nombreuses hormones, médicaments et autres molécules sont principalement liés à l'albumine dans le sang et doivent être libérés avant de devenir biologiquement actifs. Par exemple, le calcium se lie à l'albumine et l'hypoalbuminémie entraîne une augmentation du calcium ionisé libre.
L'albumine est synthétisée dans le foie et une faible albumine sérique peut indiquer une insuffisance hépatique ou des maladies telles que la cirrhose ou l'hépatite chronique. L'hypoalbuminémie peut également se présenter dans le cadre du syndrome néphrotique, au cours duquel une quantité importante de protéines peut être perdue dans l'urine en raison de lésions rénales. De faibles taux d'albumine peuvent indiquer une malnutrition chronique ou une entéropathie entraînant une perte de protéines (souvent causée ou exacerbée par une colite ulcéreuse).
L'hypoalbuminémie peut provoquer un œdème généralisé (gonflement) via une diminution de la pression oncotique et éventuellement une leuconychie.
Le taux d'albumine sérique fait partie d'un panel standard de tests hépatiques. Des niveaux inférieurs à 3.5 grammes par décilitre sont généralement considérés comme faibles.
L'hypoalbuminémie est souvent à l'origine d'un faible trou anionique sérique.